# Peter Grimes
Peter Grimes je v pořadí druhou operou Benjamina Brittena. Premiéra se uskutečnila v 7. června 1945 v Sadler’s Wells Theatre v Londýně. Dílo patří nejen mezi Brittenovy nejčastěji hrané opery, ale je označováno celkově za zlomové pro anglickou operu

## Vznik díla[3]
Během pobytu ve Spojených státech si Britten v roce 1941 přečetl článek významného anglického spisovatele Edwarda Morgana Forstera, svého pozdějšího libretisty opery Billy Budd, o životě a díle anglického básníka George Crabbeho. Zaujala ho zejména jeho veršovaná povídka Borough/Městečko z roku 1810. Stejně jako Crabbe, označovaný za „básníka moře“, měl přitom i Britten zálibu v dlouhém pozorování moře.
Již začátkem roku 1942 požádal Britten svého přítele, literáta, dramatika a také filmového scenáristu Montagu Slatera o vytvoření operní libreta. To se soustředí především na kapitolu dvaadvacet Crabbeho díla obsahující příběh Petera Grimese a jeho učedníků. Libretista ale zařadil do děje opery řadu postav, prostředí a situací z jiných kapitol.

## Inscenační historie
Ačkoliv kritiky po premiéře nebyly stoprocentně pozitivní, velice rychle ale dílo získalo oblibu u diváků. Již příštího roku bylo uvedeno v USA na festivalu v Berkshiru a v roce 1947 následovala inscenace v Covent Garden a v La Scale v Miláně.
Česká premiéra opery se konala v Brně, a to již v roce 1947. Pražským Národním divadlem byla naposledy uváděna v sezoně 1979–1980. V rámci hostování s ní zde však v roce 2006 vystoupilo Slovenské národní divadlo. V říjnu 2021 se tato opera vrátila na scénu Národního divadla Brno.

## Děj opery
Opera začíná scénou, v níž je rybář Peter Grimes vyšetřován soudcem pro podíl na smrti svého učně. Nakonec je zproštěn viny, ačkoliv lidé z městečka jsou proti němu nepřátelsky naladěni.
Grimes shání nového učně, který by mu pomáhal v jeho práci. Zatím když se blíží bouře, je odkázán na pomoc jen dvou lidí. Lékárníka Keeneho a námořního kapitána Balstrodeho. Lékárník mu dá tip na nového učně, kterého je ale třeba přivést z vězení pro dlužníky. Povozník Hobson s tím souhlasí až na přímluvu místní učitelky Ellen, která slíbí že pojede s ním.
Grimes je za nového učedníka Johna rád a zdá se, že konečně začal nový život. Dokonce říká Balstrodovi, že by chtěl nejen očistit své jméno, ale i oženit se s Ellen. Ta však objeví na krku Johna modřiny, a zjistí, že jej Grimes bije. Ellen je tím velmi rozčarována. Mezi ní a Grimesem dojde k hádce, při níž i ji Peter uhodí.
Když se Grimes poté chystá vyplout na moře, John, kterého Grimes poslal dolů k lodi, nešťastnou náhodou uklouzne na příkrém svahu a zřítí se do moře. Grimes se rychle spouští za ním ve snaze jej zachránit.
Uplynuly dva dny a Grimese ani jeho učedníka nikdo neviděli. Hledají ho i Ellen s Balstrodem. Ellen najde u moře Johnovu kazajku s kotvou, kterou sama vyšila. Konečně se náhle v přístavu objevuje Grimesova loď. V domnění, že Grimes Johna zabil, se jej dav obyvatel městečka s lampami a puškami vydává hledat. Ten je však šílený z Johnovy smrti a jako bezduchý jen bloudí v noční mlze po pobřeží. Když jej Balstrod nalezne, Grimes jej stěží rozpoznává. Dostává nakonec radu, aby se svou lodí odplul daleko na moře, a tam se s ní potopil. Balstrod s Ellen se poté vrací do městečka. Když se ráno všichni probudí, hlásí pobřežní stráž, že daleko na moři se potápí nějaká loď.